# Manarangi Tutai Ariki
Manarangi Tutai Ariki o Vaipaepae-o-Pau est l’un des quatre Ariki de l'île d'Aitutaki aux îles Cook. Son fief est situé à l'Est de l'île sur les districts  de Vaipae et Tautu.
Née en 1946, elle est intronisée vers l’an 2000.  Son prédécesseur était son cousin. Ce dernier ayant décidé dans les années 70, d’émigrer en Nouvelle-Zélande, le père de Tutai fut choisi par le kopu ariki pour représenter la chefferie. Puis ce rôle lui fut attribué avant qu’elle soit finalement investie au titre.
Sur le plan professionnel, Tutai gère des locations pour touristes à Aitutaki, le "Ginas Garden Lodges" sur l'île principale et le "Akaiami Beach Lodge" sur le motu inhabité d'Akaiami situé sur le récif.